# Jacques Tonnaer
Jan Jacob Gerard Tonnaer (Hoensbroek, 4 februari 1932 – Heerlen, 14 juni 2019) was een Nederlands politicus die bekendheid kreeg als eerste senator voor de Politieke Partij Radikalen (PPR).

## Loopbaan
Jacques Tonnaer begon als onderwijzer en werd in 1958 lid van de gemeenteraad van Hoensbroek en van de Provinciale Staten van Limburg. Na wethouder te zijn geweest in Hoensbroek werd hij in 1967 benoemd tot burgemeester van Schinveld. In 1968 stapte hij over van de KVP naar de PPR, van welke partij hij voorzitter was van 13 juni 1970 tot 1 november 1971.
Van 1969 tot 1974 was hij lid van de Eerste Kamer der Staten-Generaal. Tonnaer was burgemeester van Sittard van 1975 tot 1997. Als lid van de Godebaldgroep was Tonnaer voorstander van samenwerking van de PPR met de Partij van de Arbeid en D66 in plaats van met de Communistische Partij van Nederland en de Pacifistisch Socialistische Partij. Tonnaer werd geen lid van GroenLinks.
Zijn neef Roger Tonnaer is gemeenteraadslid en voormalig wethouder van de Noord-Hollandse gemeente Hoorn.
Tonnaer overleed in juni 2019 op 87-jarige leeftijd in een zorgcentrum in Heerlen.
- Parlement.com: vg09llhb1vxq